# Place de Clichy (metropolitana di Parigi)
Place de Clichy è una stazione della metropolitana di Parigi, che serve le linee 2 e 13.
Deve il suo nome alla sua posizione sotto la Place de Clichy, il cui nome ricorda che la sua posizione corrisponde all'antica Barrière de Clichy, alle porte della Parigi dell'epoca, delimitata dal muro delle cinta daziaria di Parigi.

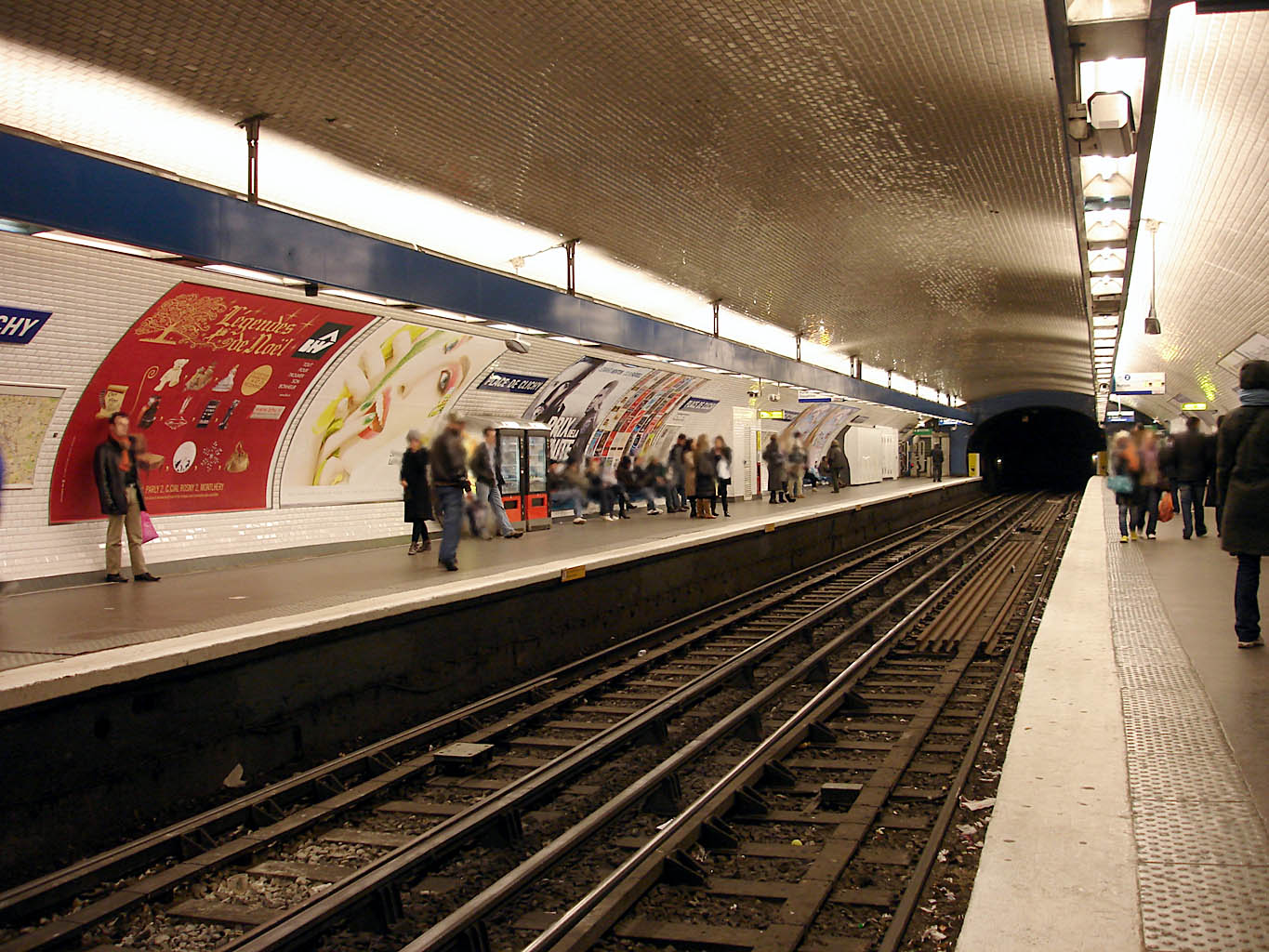
Banchina della linea 2
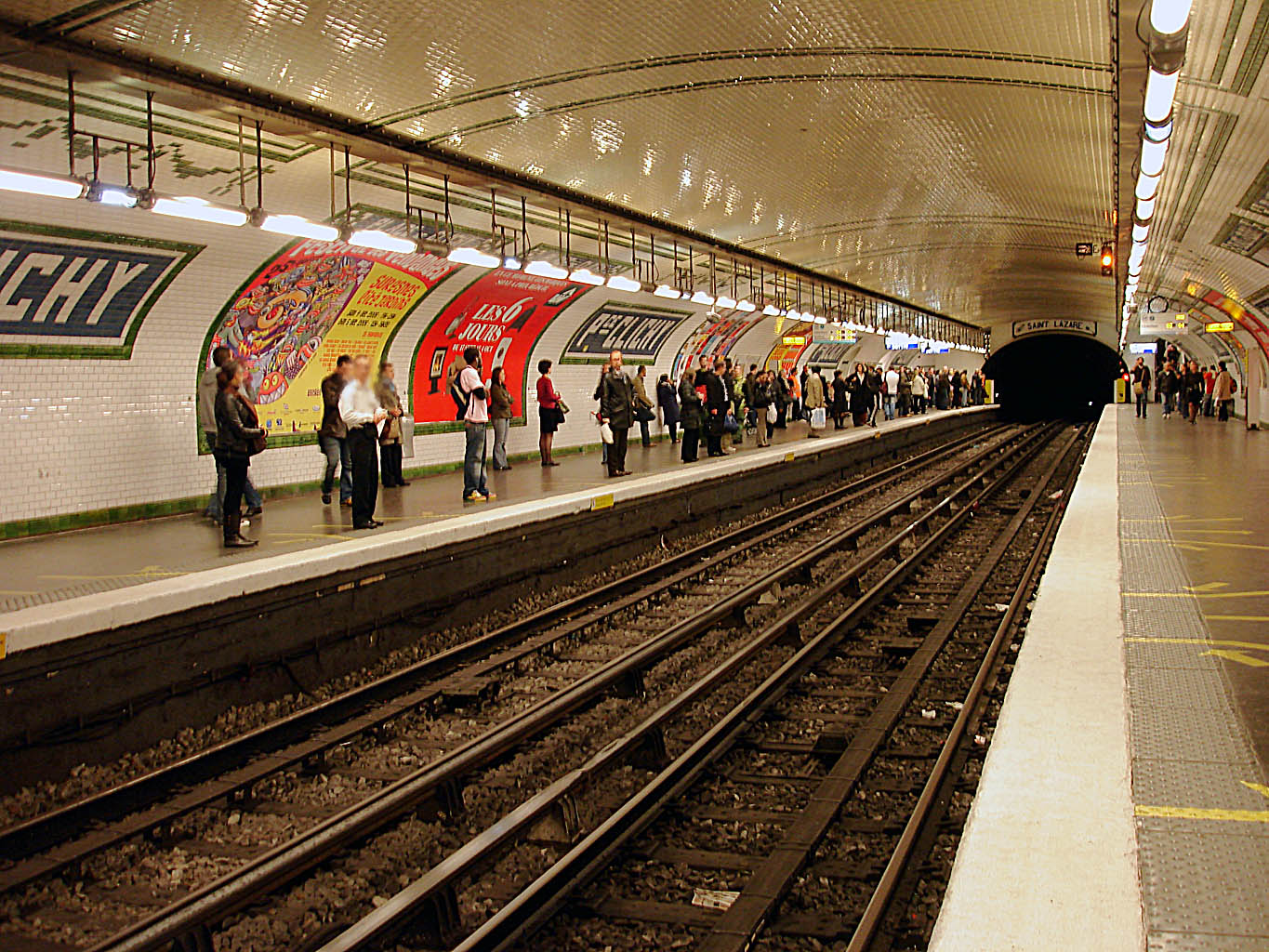
Banchina della linea 13
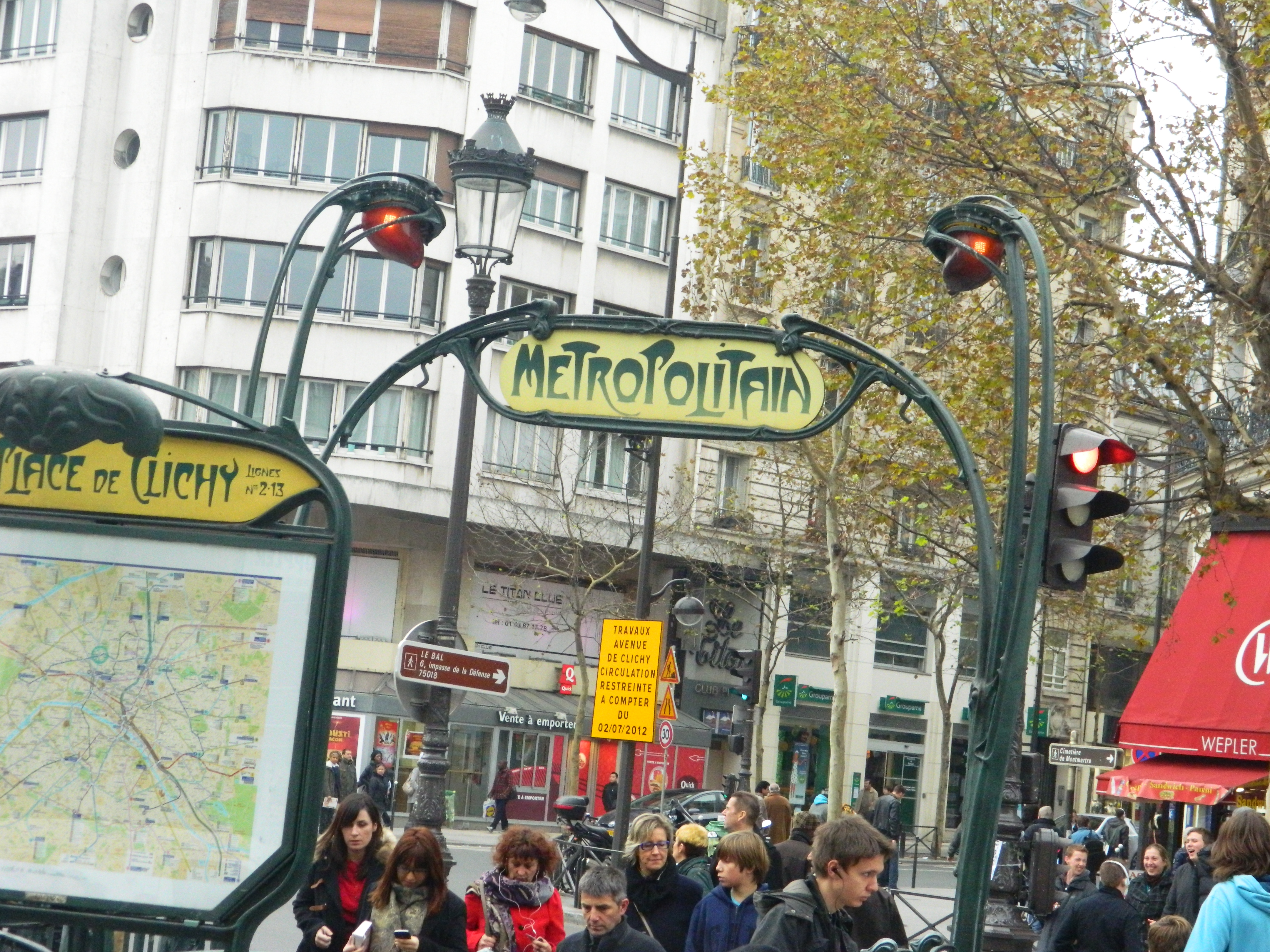
Entrata